# جارد تايلور (لاعب دوري الرغبي)
جارد تايلور (بالفرنسية: Jared Taylor)‏ هو لاعب دوري الرغبي أسترالي وفرنسي، ولد في 21 مايو 1981 في سيدني في أستراليا.

## وصلات خارجية
- جارد تايلور على موقع ItsRugby.co.uk (الإنجليزية)